# Les Hommes de ma mère
Pour plus de détails, voir Fiche technique et Distribution.
Les Hommes de ma mère est un film québécois réalisé par Anik Jean et scénarisé par Maryse Latendresse sorti en 2023 et mettant en vedette Léane Labrèche-Dor.

## Synopsis
Elsie, jeune femme dans la fin vingtaine, doit, pour respecter les volontés de sa mère qui vient de mourir, retrouver les cinq ex-maris de celle-ci pour disperser ses cendres en cinq endroits significatifs. Elle devra donc renouer avec ses anciens beaux-pères mais surtout avec son père avec lequel elle est en mauvais termes depuis longtemps.

## Fiche technique
Source : IMDb et Films du Québec
- Titre original : Les Hommes de ma mère
- Réalisation : Anik Jean
- Scénario : Maryse Latendresse
- Musique : Anik Jean
- Direction artistique : Louise-Marie Beauchamp
- Costumes : Valérie Brousseau
- Maquillage : Kathy Kelso
- Coiffure : Colette Martel
- Photographie : Steve Asselin
- Son : Arnaud Derimay, Jean-Philippe Savard, Stéphane Bergeron
- Montage : Jean-François Bergeron (en)
- Production : Patrick Huard, Anik Jean
- Société de production : Jessie Films
- Société de distribution : Immina Films
- Pays de production :  Canada
- Tournage : entre le 18 septembre et le 13 novembre 2022
- Langue originale : français
- Format : couleur
- Genre : drame
- Durée : 126 minutes
- Dates de sortie :
  - Canada : 25 juillet 2023 (première au cinéma Impérial à Montréal)[2]
  - Canada : 4 août 2023 (sortie en salle au Québec)
- Classification :
  - Québec : Visa général[3]

## Distribution
- Léane Labrèche-Dor : Elsie
- Marc Messier : Jacques-Antoine
- Benoit Gouin : Yves
- Patrick Huard : Paul
- Colm Feore : Neal
- Anne-Marie Cadieux : Anne
- Jean-Simon Leduc : Gaby
- Isabel Richer : Simone
- Sandrine Bisson : Michou
- Louis-Georges Girard : Me Doucet
- Emma Lafrenière : Charlie